# Pattaya Women's Open 1992
Il Pattaya Women's Open 1992 è stato un torneo di tennis giocato sul cemento. È stata la 2ª edizione del Pattaya Women's Open, che fa parte della categoria Tier V nell'ambito del WTA Tour 1992. 
Si è giocato a Pattaya in Thailandia, dal 13 al 19 aprile 1992.

## Campionesse

### Singolare
Sabine Appelmans ha battuto in finale  Andrea Strnadová con il punteggio di 7–5, 3–6, 7–5

### Doppio
Isabelle Demongeot /  Natalija Medvedjeva hanno battuto in finale  Pascale Paradis-Mangon /  Sandrine Testud con il punteggio di 6–1, 6–1